# Lasionycta sierra
Lasionycta sierra là một loài bướm đêm thuộc họ Noctuidae. It occurs ở Sierra Nevada của California.
Nó được tìm thấy ở subalpine forests và alpine tundra và is nocturnal.
Sải cánh dài 32–34 mm đối với con đực và 35–36 mm đối với con cái. Con trưởng thành bay từ cuối tháng 7 qua tháng 8.